# قموق (داغستان)
قموق (به لاتین: Kumuk) یک منطقهٔ مسکونی در روسیه است که در شهرستان کوراخسکی واقع شده‌است.